# Tropidophis paucisquamis
Tropidophis paucisquamis är en kräldjursart som beskrevs av den tyske biologen Fritz Müller 1901. Arten är en orm som ingår i släktet Tropidophis, och familjen Tropidophiidae. Inga underarter finns listade i Catalogue of Life.

## Utbredning
T. paucisquamis är en art som är förekommer endemiskt i Brasilien.